# گلوتنیتسیته
گلوتنیتسیته (به بلغاری: Glutnitsite) یک منطقهٔ مسکونی در بلغارستان است که در تریاونا واقع شده‌است.